# Stanisław Śliwiński (ur. 1938)
Stanisław Śliwiński (ur. 1938) – polski polityk, ekonomista, inżynier rolnik, działacz ludowy, sekretarz Naczelnego Komitetu Zjednoczonego Stronnictwa Ludowego (ZSL), wieloletni pracownik Instytutu Uprawy, Nawożenia i Gleboznawstwa w Puławach, wiceminister rolnictwa i gospodarki żywnościowej PRL. W 1989 r., uczestniczył w obradach okrągłego stołu.
W 1989 r., znalazł się na tzw. Krajowej liście wyborczej (potocznie lista krajowa) – obejmującej 35 kandydatów do Sejmu Polskiej Rzeczypospolitej Ludowej X kadencji w pierwszej turze wyborów parlamentarnych. Podobnie jak większość kandydatów rządowych nie przekroczył progu wyborczego.